# Visitação (Pontormo, Annunziata)
A Visitação é um afresco (392x337 cm) do pintor italiano Jacopo Pontormo realizado em 1514-1516 e que se encontra no pequeno claustro de entrada da Basilica della Santissima Annunziata em Florença.
A obra reconta o episódio bíblico da visita de Maria, grávida de Jesus, à sua prima Isabel, que era muito mais velha e que estava igualmente perto de dar à luz João Baptista.

## Descrição e estilo
Citado e descrito por Giorgio Vasari, o afresco tratou a Visitação com base na mais avançada novidade espacial que tinha surgido na cena artística florentina. Em vez de se basear em Ghirlandaio, fonte de inspiração para a maioria das outras cenas ao seu lado, Pontormo toma antes como modelos as obras de Rafael e de Fra Bartolomeo, como a Pala Pitti (em Outras imagens) deste último, da qual derivou o movimento circular das figuras em torno do núcleo da própria e verdadeira Visitação.
Além disso, ao contrário de Andrea del Sarto, para expandir o espaço Pontormo não recorreu a figuras dispostas ao longo das diagonais, mas desenvolveu as escadas, pouco comuns nesta iconografia, nas quais coloca as figuras que criam uma espécie de asas laterais que incentivam o fluxo de personagens circularmente, como em Parnaso de Rafael. No conjunto, no entanto, o espaço exibido é suficiente em relação à abundância de personagens, criando uma agitação subtil que se afasta de tais modelos muito mais calmos.

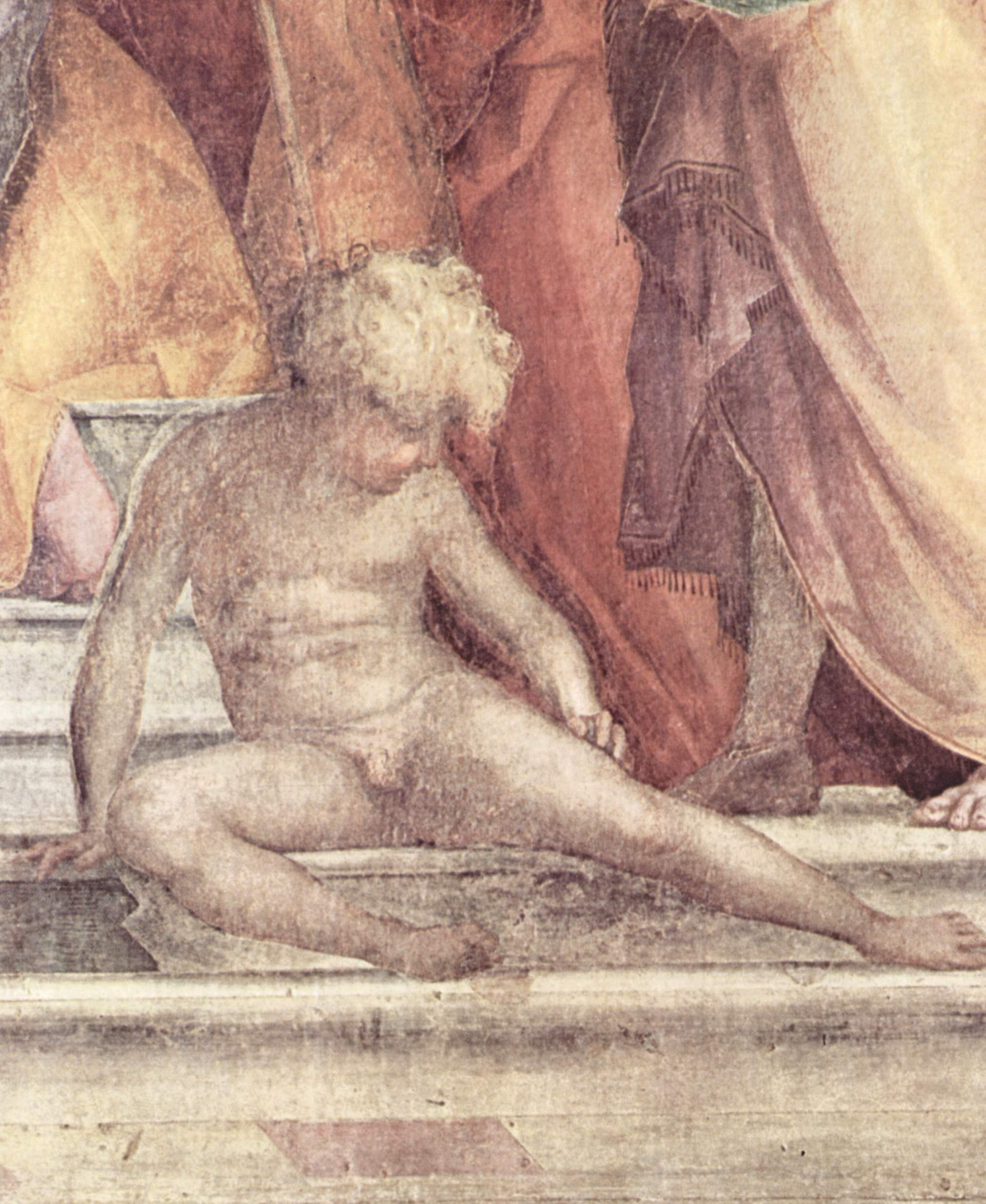
Detalhe

No topo de cinco escadas Maria recebe a saudação de Isabel que se ajoelha no primeiro degrau, tendo por fundo uma êxedra de colunas em que também consta, ao centro numa faixa, a assinatura do artista. Acima da êxedra, que tem um pano de fundo escuro, estão um menino e um homem idoso, que animam ainda mais a composição. Maria e Isabel são uma reminiscência do Madonna dell'Impannata (em Outras Imagens), também de Rafael, enquanto que nas outras figuras femininas são encontradas semelhanças, nas poses e fisionomias, com os trabalhos de Andrea del Sarto
Em comparação com a animada veia narrativa das outras cenas do ciclo pintado por del Sarto no mesmo local, o espaço parece aqui mais fechado e circunscrito, em poses esculturais como o do santo com o livro, em primeiro plano à direita, ou da mulher com trouxa na cabeça à esquerda, qual cariátide, ou até mesmo da mãe com o bebê em segundo plano, ao lado de Maria. São ecos de Michelangelo, assim como o guincho do manto amarelo de Isabel, o que faz supor uma viagem de Pontormo a Roma, por volta de 1515, onde deve ter visto as novidades na Capela Sistina e na Stanza della Segnatura do Vaticano.
Notável é o querubim sentado à direita, figura isolada e cheia de emoção melancólica, em que se capta já o estilo poético da "maniera" da maturidade do pintor. A sua pose indiferente nos degraus lembram o Diógenes da Escola de Atenas (em Outras Imagens) de Rafael, o que faz pressupor, de novo, uma viagem a Roma pouco antes do afresco, ou pelo menos o conhecimento do trabalho de Rafael através de desenhos ou gravuras. Mesmo o olhar enigmático da mulher à esquerda, um pouco carregado e inquieto, é um sinal de uma nova sensibilidade, alheia aos pintores florentinos da geração imediatamente anterior, como Fra Bartolomeo. Novo também é o gesto do grupo à direita

## História
As notícias sobre a realização do afresco são escassas e não permitem situá-lo exatamente. Pensa-se que foi realizado após o termo da solenidade de 1514, que foi, de facto, o motor para acelerar a conclusão das obras nas outras lunetas, acreditando-se que estas foram pintadas por aluno de Andrea del Sarto no lugar de professor que não queria completar o ciclo. A Pontormo também foi encomendado o afresco, muito deteriorado hoje, do brasão de armas de Leão X no arco da frente da entrada principal, posteriormente incorporado no pórtico da Basílica.
Como os outros afrescos do conjunto, foi destacado, restaurado e recolocado nos anos sessenta do século XX, operação que também limitou os danos da inundação de Florença de 04 de novembro de 1966.
No Gabinete dos Desenhos e das Impressões da Galleria degli Uffizi conservam-se dois desenhos preparatórios (n. 6603 e 6542).

## Outras imagens

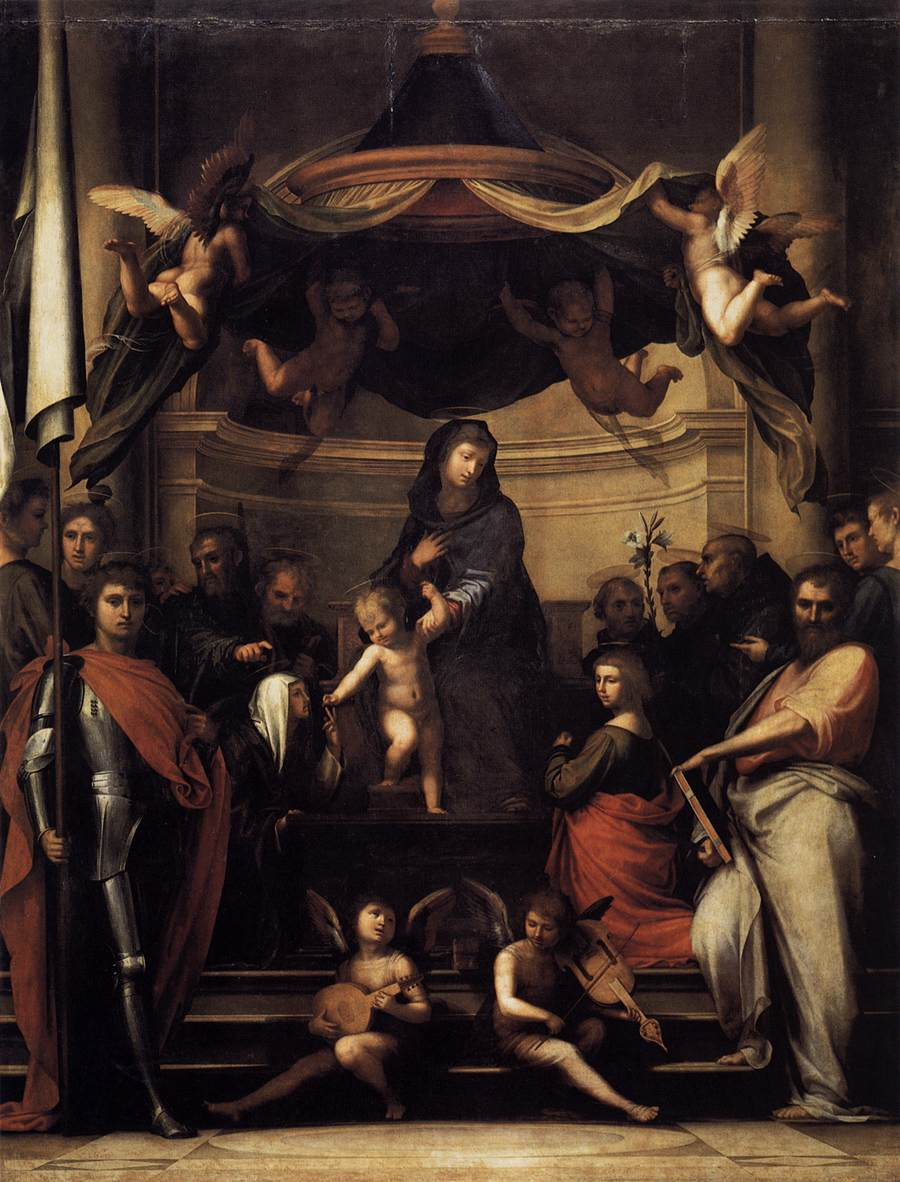
Pala Pitti ou O Casamento Místico de S. Catarina  (1512) de Fra Bartolomeo
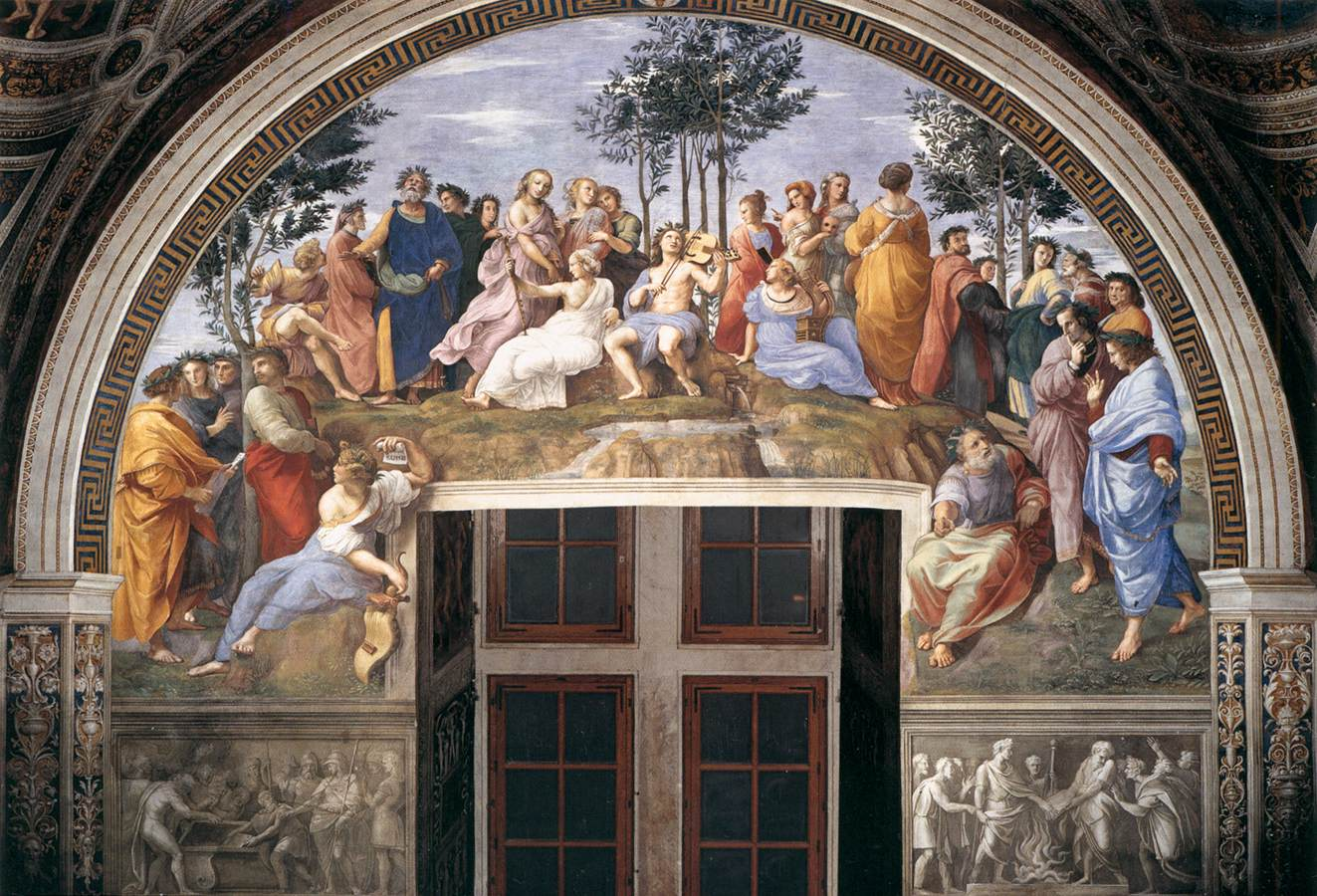
Parnaso (1510-11) de Rafael
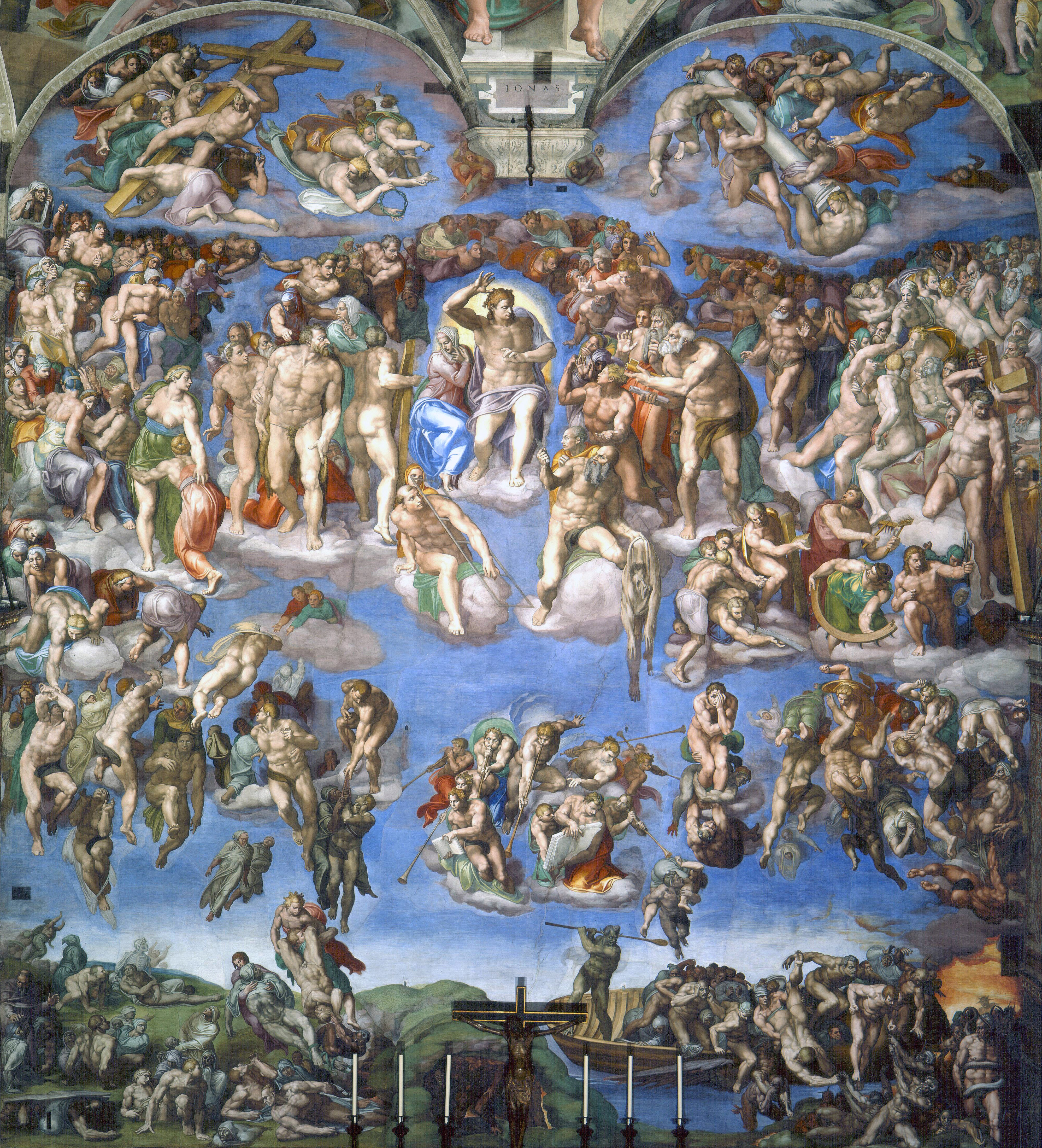
Juízo Final de Michelangelo na Capela Sistina
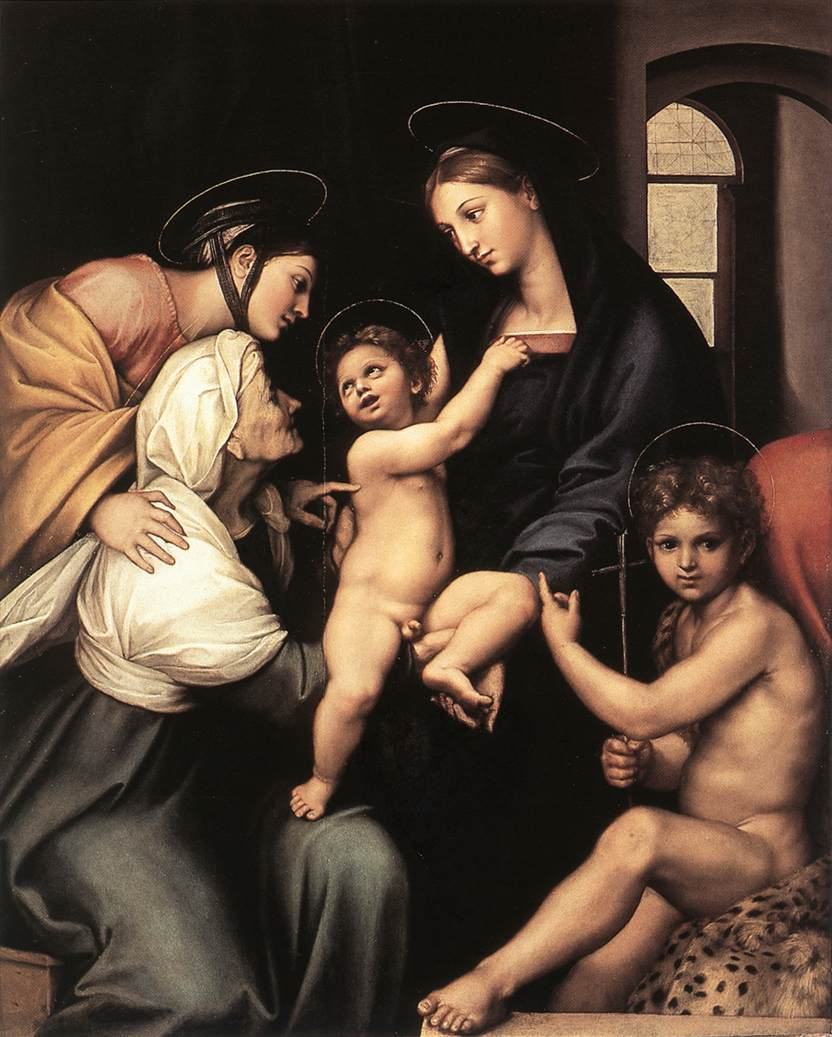
Madonna dell'Impannata (1513-14) de Rafael
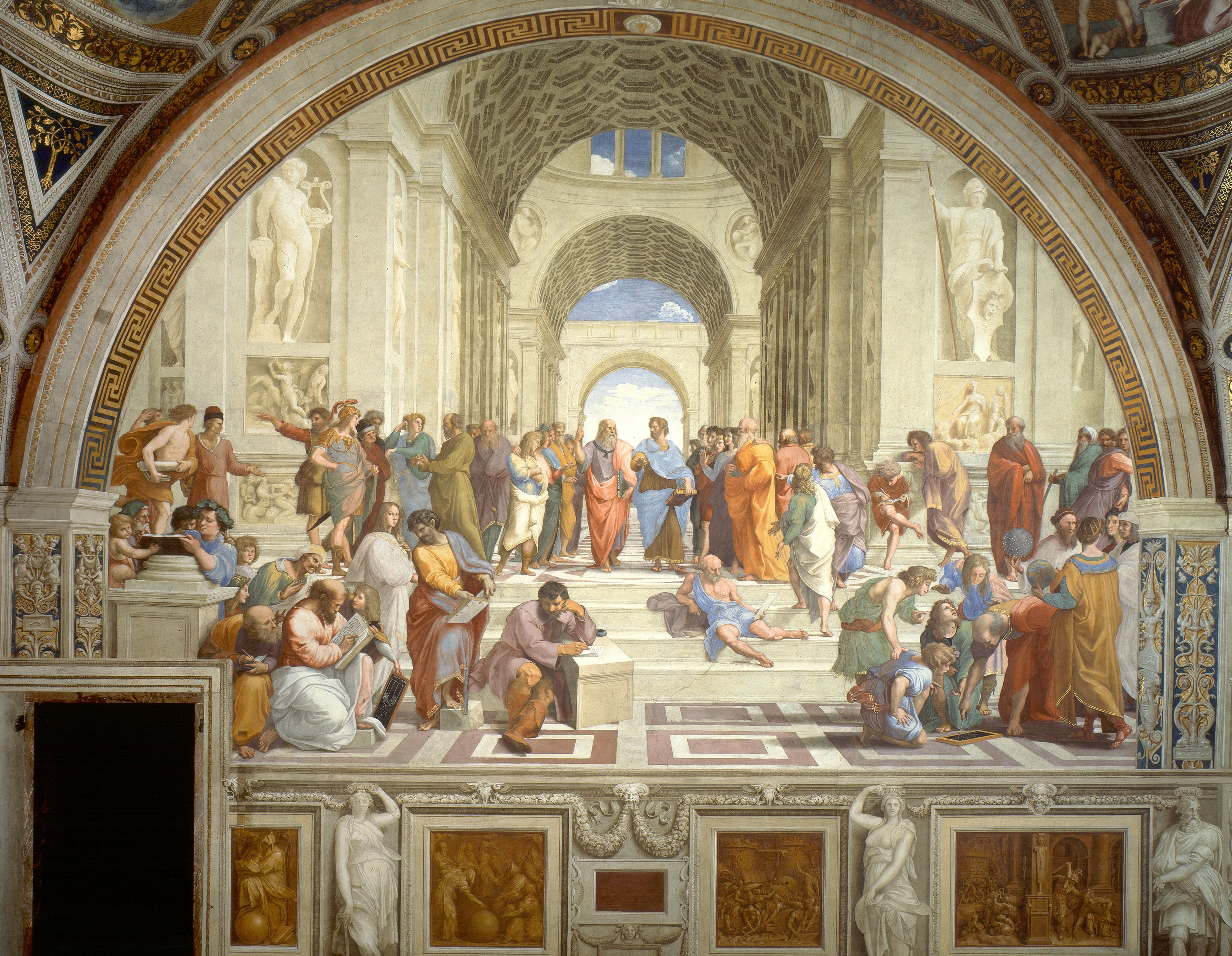
Escola de Atenas de Rafael

## Ligação externa
- «Centro de Documentação do Polo Museológico de Florença»